# Fra Camboulive
Fra Camboulive est un roman picaresque de Gaston Chérau, paru en 1929. De Saint-Flour à Catanzaro, il raconte l'épopée d'un Auvergnat devenu malgré lui chef de bandits en Calabre.

## Résumé

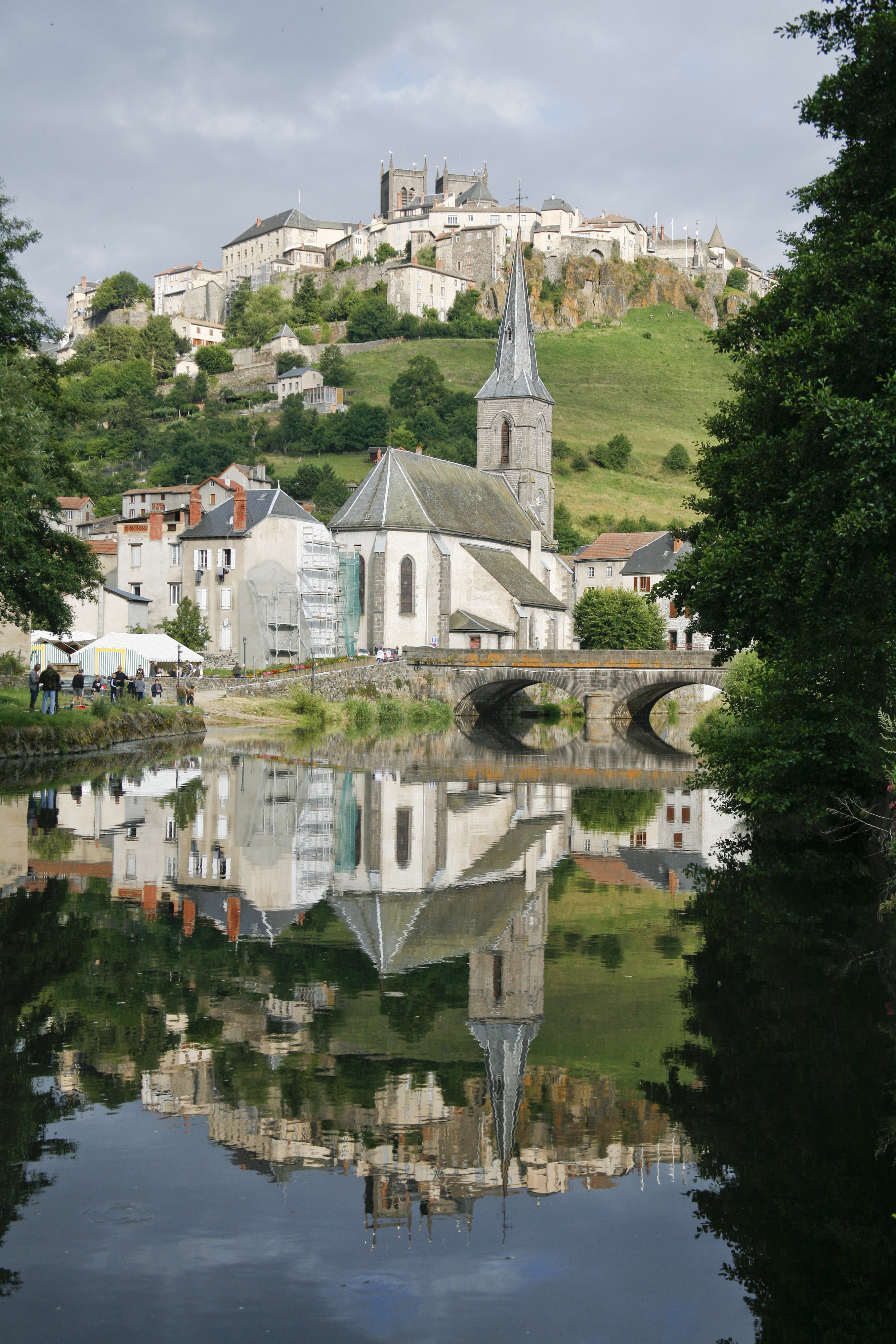
Saint-Flour.

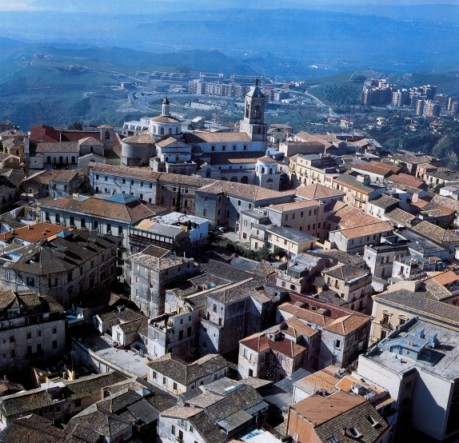
Catanzaro.

À la suite d'un malheureux concours de circonstances, un brave et honnête homme de Saint-Flour, monsieur Camboulive, qui se rendait en train à Marvejols pour y acheter une ferme, se retrouve à Catanzaro dans le milieu des brigands de Calabre. Devenu le général Camboulo, il rançonne sans violence les riches propriétaires et les compagnies d'assurance avec la protection secrète de la police locale. Pour cette dernière, en effet, les brigands font partie du « patrimoine » calabrais et sont l'un des attraits touristiques de la région, d'autant plus que le général Camboulo redistribue largement autour de lui les richesses dérobées.
Le général Camboulo s'avise ensuite que les véritables brigands sont malgré tout un danger pour sa sécurité et celle de ses comparses ; il les élimine, par la ruse, sans jamais verser lui-même le sang. Décoré par le roi d'Italie pour ses exploits, il connaît le même succès aux États-Unis où il est appelé pour débarrasser New-York d'un dangereux malfrat.
Lorsque le désir lui vient de retrouver son Auvergne natale, c'est pour apprendre qu'il a été déclaré mort et que sa femme s'est remariée. Monsieur Camboulive officiellement décédé, c'est le général Camboulo qui retourne en Calabre où il se reconvertit dans la fabrication de liqueur et de confiserie, faisant toujours, par de riches dons, le bonheur autour de lui.

## Analyse de l'œuvre
Le portrait caricatural que fait Gaston Chérau de l'Italie est précédé de sept avertissements au lecteur qui annoncent le ton du livre. Le terme de « cheffissime », inventé par Chérau sur le modèle de « généralissime » pour désigner le chef des bandits calabrais, concourt au style plaisant et ironique du livre.
Les lecteurs habituels et les critiques sont déconcertés par ce roman, d'un genre nouveau pour son auteur, et dont le manuscrit est ainsi sous-titré : « Roman humoristique et de grandes aventures ».

## Éditions
- Parution sous forme de feuilleton dans la revue Lectures pour tous en 1929, dans ses numéros d'août [5] et de septembre[6].
- Fra Camboulive, Paris, Flammarion, 1929, 256 p. (édition originale en volume).
- Fra Camboulive  (ill. Paul Jacob-Hians), Paris, J. Ferenczi & fils, coll. « Le Livre moderne illustré », 1934, 158 p.

## Pour en savoir plus